# Krompach
Krompach (în germană Krombach) este un sat și o comună în districtul Česká Lípa din regiunea Liberec a Republicii Cehe.
1. ↑  Malý lexikon obcí České republiky - 2017, accesat în 28 august 2018
2. ↑  Registr územní identifikace, adres a nemovitostí[*] Verificați valoarea |titlelink= (ajutor);